# Girelės miškas
Girelės miškas este o arie protejată (arie specială de conservare — SAC, sit de importanță comunitară — SCI) din Lituania întinsă pe o suprafață de 68,75 ha, integral pe uscat.

## Localizare
Centrul sitului Girelės miškas este situat la coordonatele 55°30′22″N 25°08′18″E / 55.5061°N 25.1383°E.

## Înființare
Situl Girelės miškas a fost declarat sit de importanță comunitară în februarie 2004 pentru a proteja 1 specie de plante. Situl a fost protejat și ca arie specială de conservare în decembrie 2018.

## Biodiversitate
Situată în ecoregiunea boreală, aria protejată conține 3 habitate naturale: Pajiști fino-scandinave uscate până la mezice, bogate în specii de altitudine mică, Taiga vestică, Păduri fino-scandinave bogate în ierburi cu Picea abies.
La baza desemnării sitului se află o specie protejată de  plante: turiță (Agrimonia pilosa).